# Пелије
Пелије (грч. Πελίας), краљ Јолка, син Посејдона и Кретејеве супруге Тире. У лику речног бога Енипеја, Посејдон је обљибио Кретејеву супругу Тиру, а затим јој наложио да ником не прича о њиховом сусрету. Тира је родила близанце - Пелију и  Нелеја, које је краљ Кретеј одгајио као своје синове. После краљеве смрти Пелија је постао владар Јолка, а Нелеј је отишао на Пелопонез.

## Митологија
Пелије је био ожењен Бијантовом кћерком Анаксибијом. Имао је сина Акаста и неколико кћери Пелијаде од којих је Алкеста била најлепша. Од њених просилаца захтевао је да упрегну лава и вепра у кола. То је пошло за руком Адмету.
У каснијем предању Пелије је осиони владар, који је бесправно засео престо Јолка. Иако га је, као ванбрачно дете, мајка напустила и оставила у планини, где га је отхранила кобила, он је успео да одузме престо законитом Кретејевом сину Есону и да свог рођеног брата Нелеја протера из земље. Пелије је мирно владао Јолком све до дана када је на тргу спазио боголиког младића, који је имао обућу само на десној нози. Краљ се сетио пророчанства да ће страдати од човека са једном сандалом. Када је запитао странца ко је и одакле долази, младић је храбро одговорио да је он Есонов син Јасон, да се враћа у завичаји да тражи краљевску власт која му по оцу припада. Пелије је показао спремност да Јасону препусти краљевство, али под једним условом. Он се позвао на сан у коме му је Фриксова сен наложила да из далеке Колхиде донесе у Јолк златно руно и заклео се Јасону  да ће му препустити краљевство ако уместо њега обави овај задатак. Младић је пристао на погодбу и, пошто је сакупио највеће грчке јунаке, отпловио је у Колхиду ( видети Аргонаути ).
Неки приповедају да је богиња Хера мрзела Пелеју. Ова мржња, која је потицала још из времена када је млади Пелија убио Сидеру на богињином жртвенику, временом се појачавала јер је краљ ускраћивао Хери жртве. Богиња је одлучила да се освети Пелију. Када је он упитао Јасона шта би учинио са човеком који ће га убити, младић је одговорио да би га послао у Колхиду да донесе златно руно. Ову идеју дала је Јасону богиња Хера, јер је желела да он доведе из Колхиде чаробницу Медеју, која ће убити Пелију. 
После Јасоновог одласка из Јолка, Пелија је искоренио целу његову породицу јер је био уверен да се јунак никад неће вратити из Колхиде. Аргонаути су ипак са успехом обавили тешки задатак, али кад је Јасон предао Пелији златно руно, краљ је одбио да му препусти престо. Јунак се није усудио да се одмах освети краљу за превару и покољ породице, већ је отишао са Медејом на Истам и тамо смислио страшну освету. Чаробница Медеја је дошла на Пелијин двор и обећала је Пелијадама да ће им подмладити оца ако га претходно раскомадају ( видети Пелијаде ). Тако су Пелију убиле рођене кћерке. Акаст је сахранио оца уз највеће почасти, поводом Пелијине смрти организована су такмичења , у којима су узели учешћа највећи грчки јунаци: Бореади, Диоскури, Теламон и Пелеј, Херакле, Мелеагар, Кикно, Белерофонт, Јолај, Еурит, Орфеј, Лин, Аталанта и други.